# Curtilles
Curtilles ist eine politische Gemeinde im Distrikt Broye-Vully des Kantons Waadt in der Schweiz.

## Geographie

Luftbild (1964)

Curtilles liegt auf 516 m ü. M., 15 km südwestlich des Bezirkshauptortes Payerne (Luftlinie). Das ehemalige Strassenzeilendorf erstreckt sich am östlichen Talrand der Broye, gegenüber von Lucens, längs des Baches Ruisseau des Vaux, der hier in das Tal hinaustritt, im östlichen Waadtländer Mittelland.
Die Fläche des 4,9 km² grossen Gemeindegebiets umfasst einen Abschnitt am östlichen Talhang der mittleren Broye. Das langgestreckte Gebiet wird im Westen streckenweise von der Broye begrenzt und reicht in das Tal des Ruisseau des Vaux hinein. Im östlichen und südöstlichen Teil umfasst der Gemeindeboden den zur Broye hin geneigten Abhang des Molassehügellandes zwischen Broye und Glâne. Auf der Höhe bei Sarzens wird mit 700 m ü. M. der höchste Punkt von Curtilles erreicht; auch der Hügel La Crétat ist mit 680 m ü. M. nahezu gleich hoch. Im Nordosten des Gebietes liegt der Wald Tassonneire. Von der Gemeindefläche entfielen 1997 6 % auf Siedlungen, 15 % auf Wald und Gehölze, 78 % auf Landwirtschaft und etwas weniger als 1 % war unproduktives Land.
Zu Curtilles gehören die Hofsiedlungen Les Bioles (550 m ü. M.) und Pâquis (553 m ü. M.), jeweils auf Terrassen über dem Dorf, Prévondens (512 m ü. M.) am östlichen Talrand der Broye sowie mehrere Einzelhöfe. Nachbargemeinden von Curtilles sind Lucens, Seigneux, Dompierre und Moudon.

## Bevölkerung
Mit 306 Einwohnern (Stand 31. Dezember 2023) gehört Curtilles zu den kleinen Gemeinden des Kantons Waadt. Von den Bewohnern sind 94,2 % französischsprachig, 4,3 % deutschsprachig und 0,7 % portugiesischsprachig (Stand 2000). Die Bevölkerungszahl von Curtilles belief sich 1850 auf 428 Einwohner, 1900 auf 386 Einwohner. Danach wurde bis 1970 durch starke Abwanderung eine weitere Abnahme auf 238 Einwohner verzeichnet; seither hat die Bevölkerung wieder leicht zugenommen.

## Wirtschaft
Curtilles war bis in die zweite Hälfte des 20. Jahrhunderts ein vorwiegend durch die Landwirtschaft geprägtes Dorf. Noch heute haben der Ackerbau, der Obstbau und die Viehzucht eine wichtige Bedeutung in der Erwerbsstruktur der Bevölkerung. Weitere Arbeitsplätze sind im lokalen Kleingewerbe und im Dienstleistungssektor vorhanden. Nahe der Hauptstrasse durch das Broyetal soll in der nächsten Zeit eine neue Gewerbezone entstehen. Curtilles ist Standort eines Reitsportzentrums. In den letzten Jahrzehnten hat sich das Dorf auch zu einer Wohngemeinde entwickelt. Einige Erwerbstätige sind deshalb Wegpendler, die hauptsächlich im benachbarten Lucens, aber auch in Moudon arbeiten.

## Verkehr
Die Gemeinde ist verkehrsmässig recht gut erschlossen. Sie liegt nur wenig abseits der Hauptstrasse von Payerne via Moudon nach Lausanne an einer Strasse von Lucens nach Romont. Durch eine Postautolinie von Moudon über Lucens nach Romont, die jedoch nur 2× morgens und abends an Werktagen verkehrt, ist die Gemeinde an das öffentliche Verkehrsnetz angebunden. Der Bahnhof Lucens an der Eisenbahnlinie Payerne-Moudon liegt aber nur rund 1 km vom Ortskern entfernt.

## Geschichte
Curtilles kann auf eine sehr lange Siedlungsgeschichte zurückblicken. Die frühesten Zeugnisse menschlicher Tätigkeit auf dem Gemeindegebiet stammen aus der Bronzezeit. Zur Römerzeit befand sich hier ein Gutshof, und auch ein Meilenstein aus dieser Zeit ist erhalten.
Die erste urkundliche Erwähnung des Ortes erfolgte bereits im Jahr 852 unter dem Namen Curtilia; 1228 erschien die Bezeichnung Curtilli. Der Ortsname ist auf das lateinische Wort curtilis in der Bedeutung von kleiner Hof zurückzuführen.
Curtilles gehörte seit seiner ersten Nennung zu den Besitzungen des Bischofs von Lausanne und war zweimal Tagungsort einer Synode. Auf Anweisung der Bischöfe wurde bei Curtilles eine Burg errichtet und das Dorf zu einem kleinen Marktstädtchen, geschützt von einer Ringmauer, ausgebaut. Im 11. und 12. Jahrhundert war Curtilles deshalb der bedeutendste Ort im mittleren Broyetal. Der Niedergang begann mit einer Feuersbrunst gegen Ende des 12. Jahrhunderts und dem Neuaufbau des Ortes an anderer Stelle. Im 13. Jahrhundert wurde die bischöfliche Residenz in das Schloss von Lucens verlegt.
Mit der Eroberung der Waadt durch Bern im Jahr 1536 gelangte Curtilles unter die Verwaltung der Landvogtei Moudon. Nach dem Zusammenbruch des Ancien Régime gehörte das Dorf von 1798 bis 1803 während der Helvetik zum Kanton Léman, der anschliessend mit der Inkraftsetzung der Mediationsverfassung im Kanton Waadt aufging. 1798 wurde es dem Bezirk Moudon zugeteilt.

## Sehenswürdigkeiten
Ein bedeutendes Kulturdenkmal von Curtilles stellt die reformierte Sattelkirche Notre-Dame dar, deren Gründung im 11. Jahrhundert erfolgte. Der heutige Bau geht auf die Neukonstruktion um 1230 zurück, während der rechteckige Chorteil erst später, im spätgotischen Stil des 16. Jahrhunderts erstellt wurde. Die Kirche enthält Wand- und Glasmalereien aus dem 14. und 15. Jahrhundert. Der Kirchturm ist als Espadaña ausgebildet.
Vom ehemaligen bischöflichen Schloss ist nur noch ein Hügel im nördlichen Dorfteil erhalten. Das heutige Schloss von Curtilles ist ein spätgotischer Herrschaftssitz, der von 1587 bis 1589 erbaut wurde. Es ist noch weitgehend in seinem ursprünglichen Bauzustand erhalten.